# Yevhen Konoplyanka
Yevhen Konoplyanka (en ucraniano: Євген Олегович Коноплянка) (Kirovogrado, Ucrania, 29 de septiembre de 1989) es un exfutbolista ucraniano que jugaba como centrocampista.

## Trayectoria

### Dnipro Dnipropetrovsk

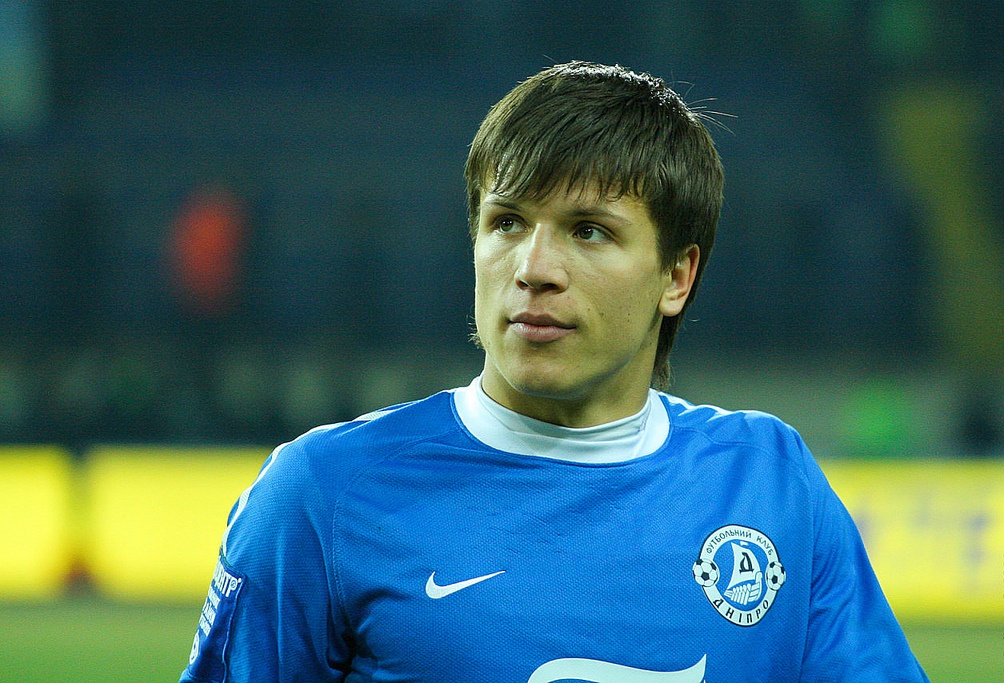
Konoplyanka jugando para el Dnipro Dnipropetrovsk en 2011.

Konoplyanka llegó al Dnipro Dnipropetrovsk a los 16 años. Su debut en la Liga Premier de Ucrania fue el 26 de agosto de 2007 en un partido contra Zakarpattia Uzhhorod que terminó 0:0.
Su primer gol en liga llegó el 28 de febrero de 2010 en el partido contra Zorya Lugansk, que terminó en un empate 2:2.
En la segunda mitad de la temporada 2009-10, comenzó a ganarse la titularidad y jugó los 90 minutos de los partidos restantes.
En 2010, Konoplaynka fue convocado a la selección nacional de Ucrania por el entrenador Myron Markevych.
En marzo de 2011, el entrenador interino del Dinamo Kiev, Oleh Luzhny, expresó su deseo de ver a Konoplyanka en sus filas y los medios de comunicación informaron de que el club haría una oferta al Dnipro por un valor de 14 millones de euros. En respuesta, el entrenador del Dnipro Juande Ramos le colocó un precio mínimo de 50 o 60 millones de euros con el fin de evitar posibles compras o transferencias.
En enero de 2014, se intentó su traspaso al Liverpool inglés por 16 millones de libras, pero el presidente del Dnipro, Ihor Kolomoyskyi, se negó a sancionar la transferencia.
Konoplyanka fue uno de los baluartes fundamentales del equipo en la exitosa temporada de 2014/15, cuando les ayudó a alcanzar el tercer lugar en la Premier League Ucraniana; además de una histórica y sensacional campaña en la Liga Europa de la UEFA, donde llegaron a la final, perdiendo 3-2 frente al Sevilla FC. Fue nombrado dentro del Equipo Ideal de la temporada de la Liga Europa 2014/15.

### Sevilla F. C.

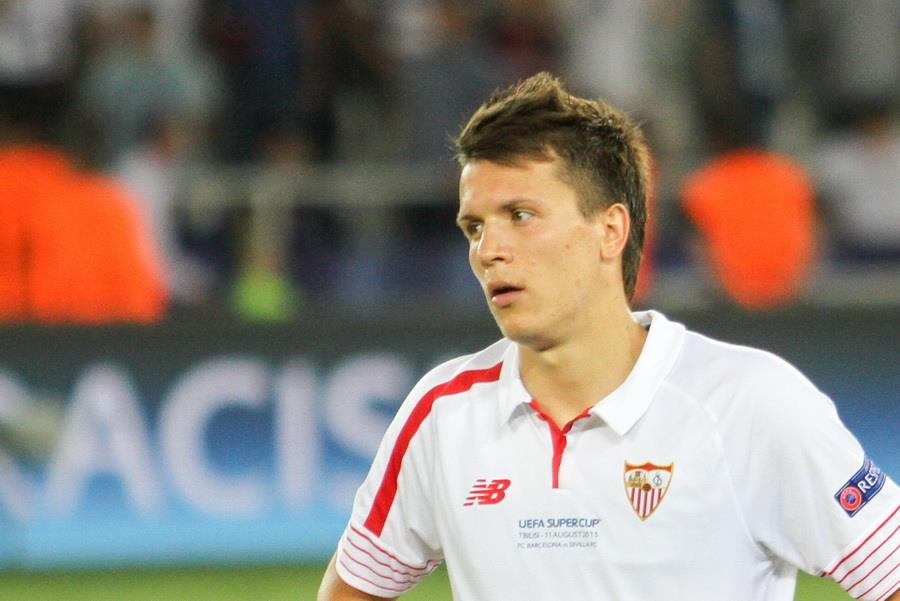
Konoplyanka jugando para el Sevilla FC en la Supercopa de Europa 2015.

El 2 de julio de 2015, el Sevilla FC anunció que Konoplyanka estaba pasando por exámenes médicos. Una semana más tarde, el club español confirmó que se había unido a la carta de libertad, y firmó un contrato de cuatro años, con una cláusula de rescisión informado de € 40 millones.
El 11 de agosto, hizo su debut en Sevilla en la Supercopa de Europa 2015 ante el FC Barcelona, como sustituto al minuto 68 por el capitán José Antonio Reyes. Él anotó el empate en el minuto 81 para Sevilla que pondría el partido 4-4, pero perdió 5-4 en la prórroga.

El 21 de agosto hizo su debut en la Liga BBVA con un empate 0-0 ante el Málaga, entrando como sustituto a los 65 minutos y una vez más la sustitución de José Antonio Reyes.

Él anotó el gol final en la victoria por 3-0 del Sevilla ante el Borussia Mönchengladbach en la Liga de Campeones después de ser sustituido en el terreno de juego, sólo un minuto de antemano.
Para la temporada 2016/2017 solo jugó 2 partidos de liga, ya que con la llegada de Jorge Sampaoli al banco sevillano Konoplyanka tuvo pocos minutos y tras perder la Supercopa de Europa contra el Real Madrid, decidió marcharse del club rumbo a Alemania.

### Schalke 04
El 30 de agosto de 2016 se anunciaba su cesión con opción a compra hacia el Schalke 04, en el que fue presentado con el dorsal 11.
En sus primeros 4 partidos no tuvo un buen rendimiento puesto que su entrenador no lo usaba en su posición, pero, luego en un partido ante el Krasnodar de la Liga Europa de la UEFA, fue titular marchando desde su posición verdadera y, de hecho, anotó un gol desde fuera del área para estampar el 1-0.
En ese partido tuvo una destacada actuación. Luego, en un partido de la Copa alemana metió dos goles (uno de tacón) y fue elegido jugador del partido.
Al finalizar la temporada, y a pesar de no haber jugado mucho durante toda la temporada, el Schalke ejerció su opción de compra.

## Selección nacional

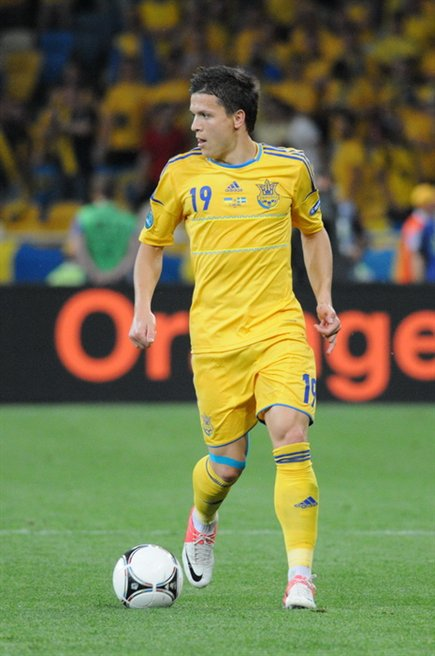
Konoplyanka jugando para la selección de fútbol de Ucrania en la UEFA Euro 2012

En la Eurocopa 2012 Konoplyanka disputó los tres partidos de grupo de Ucrania y asistió a Andriy Shevchenko en el gol de la victoria de los anfitriones en el partido inaugural contra Suecia de manera que ganaron por la mínima 1-2.
El 11 de septiembre de 2012, anotó un gol a larga distancia en el empate 1-1 ante Inglaterra en el Wembley Arena para la clasificación del Mundial 2014.

### Participaciones en Eurocopas
| Copa          | Sede              | Resultado    | Partidos | Goles |
| ------------- | ----------------- | ------------ | -------- | ----- |
| Eurocopa 2012 | Polonia y Ucrania | Primera fase | 3        | 0     |
| Eurocopa 2016 | Francia           | Primera fase | 3        | 0     |

## Clubes
- Actualizado al último partido disputado en su carrera.

| Club                        | País                | Año                 | Partidos | Goles |
| --------------------------- | ------------------- | ------------------- | -------- | ----- |
| F. C. Dnipro Dnipropetrovsk | Ucrania             | 2007-2015           | 211      | 45    |
| Sevilla F. C.               | España              | 2015-2016           | 54       | 9     |
| F. C. Schalke 04            | Alemania            | 2016-2019           | 78       | 13    |
| F. K. Shakhtar Donetsk      | Ucrania             | 2019-2022           | 46       | 5     |
| K. S. Cracovia              | Polonia             | 2022-2023           | 38       | 4     |
| CFR Cluj                    | Rumania             | 2023-2024           | 4        | 0     |
| Total en su carrera         | Total en su carrera | Total en su carrera | 431      | 76    |

## Palmarés

### Títulos nacionales
| Título                  | Club                   | País    | Año     |
| ----------------------- | ---------------------- | ------- | ------- |
| Liga Premier de Ucrania | F. K. Shakhtar Donetsk | Ucrania | 2019-20 |
| Supercopa de Ucrania    | F. K. Shakhtar Donetsk | Ucrania | 2021    |

### Títulos internacionales
| Título                 | Club          | País  | Año     |
| ---------------------- | ------------- | ----- | ------- |
| Liga Europa de la UEFA | Sevilla F. C. | Suiza | 2015-16 |